# Ulrika Clewberg
Ulrika Clewberg, född 17 november 1774 , död 24 juli 1843, var en svensk skådespelare och operasångare. 
Hennes far var okänd. Hon var engagerad vid operan som sångare och vid Dramaten som skådespelare 1801–20. 
Hon gjorde sin debut som Cybele i operan Atis i februari 1801. Som hennes bästa roll nämns hennes tolkning av Diana i Iphigenie i Auliden 1813, där ”hennes figur och sång tycktes göra gudarne den eviga ungdomen stridig”.
Hon gifte sig 7 augusti 1819  med skräddaren vid operan Johan Hillegren, och avslutade sin scenkarriär året därpå.